# Tóth József (színművész, 1955)
Tóth József (Budapest, 1955. június 1. –) Jászai Mari-díjas magyar színész.

## Életpályája
A 25. Színház Stúdiójában végzett színészként 1977-ben. Pályáját 1977–1981 között a 25. Színházban és a Várszínházban és a Stúdió K-ban kezdte. 1981–1983 között a Győri Kisfaludy Színházban szerepelt. 1983–1991 között a szolnoki Szigligeti Színház tagja volt. 1991–1993 között a Budapesti Kamaraszínházban volt látható. 1993–1997 között a Katona József Színházban játszott. Alapító tagja a Bárka Színháznak, 1997–2000 között volt a színház művésze. 2000–2001 között szabadfoglalkozású színművész volt. 2001 óta a Kolibri Színház és Pintér Béla társulatának tagja, utóbbival számos nemzetközi fesztiválon vesz részt.
Fellépett a Szkéné Színházban, a Budaörsi Latinovits Színházban, játszik a Stúdió K-ban, a Vádli Társulatban és a Spirit Színházban is. Nyaranta a Zsámbéki Nyári Színház részvevője. Rendezéssel is foglalkozik.

## Fontosabb színházi szerepeiből
- Frank Wedekind: A tavasz ébredése... Maurice
- Alonso Alegria: Kötélen a Niagara fölött... Carlo
- Georg Büchner: Leonce és Léna... Leonce
- Georg Büchner: Danton halála... Robespierre
- Kroetz: Meier... Ludvig, a fiú
- MacDonald: Miss Blandish nem kap orchideát... Slim
- Márton László: Carmen... Don José
- Jean Genet: A balkon... bíró
- Jean Genet: Cselédek... Madame
- Wolfgang Amadeus Mozart: A varázsfuvola... Papageno
- William Shakespeare: Szentivánéji álom... Oberon; Philostratus; Lysander; Tunyogh Matolcs
- William Shakespeare: Hamlet... Hamlet (az előbbi király fia, a mostaninak unokaöccse); Francisco, Rajnáld, Polonius embere, Osrick, piperkőc udvaronc, Színész; Színészkirály
- William Shakespeare: Julius Caesar... Pindarus, Cassius szolgája, IV. polgár
- William Shakespeare: Szeget szeggel... Lucio, nagyszájú léhűtő
- William Shakespeare: Lear... Bolond
- Vörösmarty Mihály: Csongor és Tünde... ördögfi
- Molière: A fösvény... A rendbiztos
- Victor Hugo: A nevető ember... Szolga a kocsmában
- Hubay Miklós - Ránki György - Vas István: Egy szerelem három éjszakája... Bálint
- Krauss: Végnapok... több szerep (Szkéné Színház)
- Bohumil Hrabal: Bambini di Prága... Tonde-Uhe
- Viktor Rozov: Szállnak a darvak... Márk
- Viktor Szlavkin: Karikajáték... Pása
- Pierre-Augustin Caron de Beaumarchais: Figaro házassága... Cherubin
- Niccolò Machiavelli: Mandragora... Siro
- Luigi Pirandello: Ma este improvizálunk... szereplő
- José Triana: Gyilkosok éjszakája... Lalo
- Neil Simon: Furcsa pár... Spaad
- Botho Strauss: Ó, azok a hipochonderek...Spaek
- Edward Bond: Balhé... Pete
- Makszim Gorkij: Örökösök... Pável
- Franz Xaver Kroetz: A fészek... a férfi
- Franz Xaver Kroetz: Felső Ausztria... a férfi
- Kálmán Imre: Az ördöglovas... Eötvös
- Schwajda György - Gabriel García Márquez: Száz év magány... II. José Arcadio
- Tom Stoppard: Rosencrantz és Guildenstern halott... Rosencrantz; Polonius
- Mihail Afanaszjevics Bulgakov: Mester és Margarita... dr. Stravinsky elmeorvos
- Harold Pinter: A születésnap... Stanley (Radnóti Miklós Színház)
- Tasnádi István: Titanic vízirevü... Olasz
- Tasnádi István: Bábelna... Magyari Gyula
- David Harrower: Karikajáték... Pása
- Szép Ernő: Lila ákác... Bizonyos nagyságos úr
- Szép Ernő: Emberszag... Szép Ernő
- Garaczi László: Csodálatos vadállatok... András; Dani; Levente
- Henrik Ibsen: Vonzás... Wangel (Merlin Színház)
- Henrik Ibsen: Vadkacsa... Molvik
- Egressy Zoltán: Sóska, sülthrumpli... Szappan (partjelző)
- Kárpáti Péter: Díszelőadás... Farkas Zsigmond
- Kárpáti Péter: Akárki... Tóth Gyula
- Anton Pavlovics Csehov: Kastanka... Bohóc, és Állatidomár
- Anton Pavlovics Csehov: Cseresznyéskert... Jasa, fiatal inas
- Nyikolaj Vasziljevics Gogol: A revizor... Artyemij Filippovics Zemljanyika, a közjótékonysági intézmények főgondnoka
- Federico García Lorca: Don Cristobal és Donna Rosita tragikomédiája... Cocolice
- Agatha Christie: Gyöngyöző cián... Anthony Braun
- Jaroslav Hašek: Svejk... több szerep
- Thuróczy Katalin: Cselédklozet... Fiatalabb
- Delaney: Egy csepp méz... Geof
- Robert Jelinek: Európai történet... Küldött
- Wilhelm Hauff: Kőszív... Üvegember
- Efrájim Kishon: Róméóné és Júlia ura... Rómeó, Lőrinc barát
- Szakonyi Károly: Adáshiba... Szűcs úr
- Egressy Zoltán: Fafeye, a tenger ész... Zöldséges
- Krzysztof Bizio: Beszélgessünk életről és halálról... A Kék, férj és családapa, kb. ötven éves
- Volker Quandt: Semmiség... Csavargó
- Cserna-Szabó András: A Vendel tragédiája... Catherine Howard, VIII.Henrik 5.feleségének szelleme, Vendel, falusi szobafestő
- Peer Krisztián: Old Death... Lajos, Old Death revolverhős
- Misima Jukió: Vagatomo, Hittora... Adolf Hitler, kancellár
- Misima Jukió: A Szuzaku-ház bukása... Szuzaku Cunetaka, a ház ura
- Rejtő Jenő: A láthatatlan légió... Forster, a Sunday Morning Post főszerkesztõje
- Márai Sándor: Kaland... Dr. Szekeres, orvos
- Pier Paolo Pasolini: Mámor... Szophoklész árnya
- Csányi János: A játék... Cingi
- David Hare: Vissza a fegyverekhez... Max Dupree
- Parti Nagy Lajos: Mauzóleum... Ischler József
- Salamon Suba László: Kávé és cigaretta... Artúr
- Halász Péter: Újsághír - színház... szereplő
- Halász Péter: Pillanatragasztó... több szerep
- Illés Györgyi - Kárpáti Levente: East-West blues... Feri, a tulaj
- Angelo Beolco Ruzante: A csapodár madárka... Menato
- Székely Csaba: Bányavirág... Illés, Iván szomszédja
- Székely Csaba: Bányavakság... Florin, rendőr
- Székely Csaba: Bányavíz... István, tanító
- Székely János: Caligula helytartója... Júdás, zsidó politikus, az államtanács tagja
- Pintér Béla: Parasztopera... Apja
- Pintér Béla: Gyévuska... Gizella
- Pintér Béla: A sütemények királynője... Zolika
- Pintér Béla: Árva csillag... Mihály
- Thomas Tidholm: Régesrégen az erdőben... szereplő
- Jo Nesbø - Kárpáti Péter: Doktor Proktor és a Holdkaméleonok... Prof Doktor Proktor
- Kolozsi Angéla: Emília és az angyal, akit Körmöczi Györgynek hívnak... Körmöczi György, Csatárka Emília szakadt őrangyala
- Margit Auer: Mágikus állatok iskolája... Herr Siegmann, iskolaigazgató, tornatanár
- Szabó Borbála: Nincsenapám, seanyám... Kálmán
- Anders Duus: Repül az alma... szereplő
- Paul Foster: I. Erzsébet... Fülöp, spanyol király; Hatton, a lordkancellár; Mercur; A hóhér (VÁDLI Alkalmi Színházi Társulás/FÜGE/Szkéné)
- Samuel Beckett: Godot-ra várva... Estragon
- Federico Fellini - Besenyei Zsuzsanna: Országúton... Zampano
- Fábri Péter: Az aranygyapjas kaland... Aiétész, Kolkhisz királya, Médea apja
- Dániel András - Nagy Orsolya: Egy kupac kufli

## Filmek, tv
- Az ész bajjal jár (1977)
- Ingyenélők (1979)
- Vizsgálat Martinovits Ignác szászvári apát és társai ügyében (1980)
- Luxuseljárás (1981)
- Zizi (1982)
- Nápolyi mulatságok (1982)
- Mint oldott kéve (1983)
- Miniszter (1983)
- Visszaesők (1983)
- Egy kicsit én, egy kicsit te (1985)
- Városbújócska (1985)
- Első kétszáz évem (1986)
- Isten veletek, barátaim (1987)
- Kiáltás és kiáltás (1987)
- Koldustánc
- A fűtő
- Sivatagi nemzedék (1991)
- A turné (1993)
- Nyomkereső (1993)
- Kis Romulusz (1994)
- Kisváros (1995)
- Shakespeare: Szentivánéji álom (színházi előadás tv-felvétele) (1995)
- Hosszú alkony (1997)
- Valaki kopog (sorozat) A katona című rész (1999)
- Cukorkékség (1999)
- Kilakoltatás (2000)
- A leghidegebb éjszaka (2000)
- Szortírozott levelek (2000)
- Portugál (2000)
- Millenniumi mesék (sorozat) Találkozás a végtelenben című rész (2000)
- Millenniumi mesék (sorozat) Mert szabad vagyok... című rész (2001)
- Paszport (2001)
- Kísértések (2002)
- Telitalálat (2003)
- Kontroll (2003)
- Nincs mese (2004)
- Jocó (2004)
- Szezon (2004)
- Állítsátok meg Terézanyut! (2004)
- Kárpáti Péter: Akárki (színházi előadás tv-felvétele) (2004)
- Kész cirkusz (2005)
- A vírus (2005)
- Vadászat angolokra (2006)
- Emelet (2006)
- Régimódi történet (sorozat) 4. rész (2006)
- Egy rém rendes család Budapesten (sorozat) Póker című rész (2006)
- Kire ütött ez a gyerek? (2007)
- A nyomozó (2008)
- Tabló – Minden, ami egy nyomozás mögött van! (2008)
- Carlos (sorozat) 3. rész (2010)
- Hogy akik alusznak, gyerekek (2012)
- Én is téged, nagyon (2012)
- Dead Europe - Európa halott (2012)
- Hacktion: Újratöltve (sorozat) A csótány című rész (2012)
- Levél Istenhez (2014)
- Swing  (2014)
- Fekete krónika (sorozat) A három csontváz című rész (2015)
- Munkaügyek (sorozat, 2015)
- Kossuthkifli  Kisértetkastély című rész (2015)
- Aranyélet (sorozat) Ropognak a húszasok című rész (2015)
- Tóth János (2018)
- Drága örökösök Várva várt vendég című rész (2019)
- Hazatalálsz (2023)
- Marsra magyar! (2023–2024)

## Rendezéseiből
- Kovács Kristóf: Kék veréb
- Carlo Goldoni: A legyező (KOMÉDI FRANC EZ? produkció) Színésztársaival (Cserna Antal, Felhőfi-Kiss László, Lux Ádám, Mertz Tibor, Simon Mari, Szalay Kriszta, Szerémi Zoltán) közösen rendezték
- Helló, náci!
- Hamvai Kornél: Sztálinváros
- Apa Anya Fiú Lány
- Háromnegyed

## Díjak, elismerések
- Jászai Mari-díj (2003)
- Kolibri Úr (2006)
- Tallin Teater Treff (2007) Különdíj